# أدي الثاني جيورجيس
مار أدي الثاني جيورجيس (مولود في بغداد في 1 آب 1950 - 12 شباط 2022) هو جاثليق كنيسة المشرق القديمة. وانتخب أدي الثاني كثاني بطريرك للكنيسة على كرسي سلوقية-قطيسفون في بغداد عام 1970 بعد وفاة الجاثليق البطريرك مار توما درمو عام 1969. وكرّس البطريرك في احتفال في شباط 1972 في كاتدرائية مار زيا في بغداد.

## الوفاة
توفي في الولايات المتحدة الأميركية بتاريخ 11 شباط 2022.